# Self Destruction Blues
Self Destruction Blues es el tercer álbum de estudio de la banda finlandesa Hanoi Rocks, publicado en 1982. Aunque se le conoce como un álbum de estudio, Self Destruction Blues es una recopilación de sencillos y lados B que la banda grabó entre 1981 y 1982.

## Lista de canciones
| N.º | Título                   | Escritor(es)                   | Duración |  |
| 1.  | «Love's an Injection»    | Andy McCoy                     | 3:26     |  |
| 2.  | «I Want You»             | Andy McCoy                     | 3:14     |  |
| 3.  | «Café Avenue»            | Andy McCoy                     | 3:22     |  |
| 4.  | «Nothing New»            | Andy McCoy                     | 3:19     |  |
| 5.  | «Kill City Kills»        | Andy McCoy, Ralf Örn           | 4:27     |  |
| 6.  | «Self Destruction Blues» | Andy McCoy                     | 2:44     |  |
| 7.  | «Beer and a Cigarette»   | Andy McCoy                     | 3:21     |  |
| 8.  | «Whispers in the Dark»   | Andy McCoy, Grant, Ian Vincent | 3:34     |  |
| 9.  | «Taxi Driver»            | Andy McCoy                     | 4:16     |  |
| 10. | «Desperados»             | Andy McCoy                     | 3:59     |  |
| 11. | «Problem Child»          | Andy McCoy                     | 2:01     |  |
| 12. | «Dead By X-Mas»          | Andy McCoy                     | 2:58     |  |

## Créditos
- Michael Monroe – voz, saxofón, batería
- Andy McCoy – guitarra
- Nasty Suicide – guitarra
- Sami Yaffa – bajo
- Gyp Casino – batería